# Euploea eupator
Euploea eupator är en fjärilsart som beskrevs av William Chapman Hewitson 1856. Euploea eupator ingår i släktet Euploea och familjen praktfjärilar. IUCN kategoriserar arten globalt som livskraftig. Inga underarter finns listade i Catalogue of Life.

## Bildgalleri

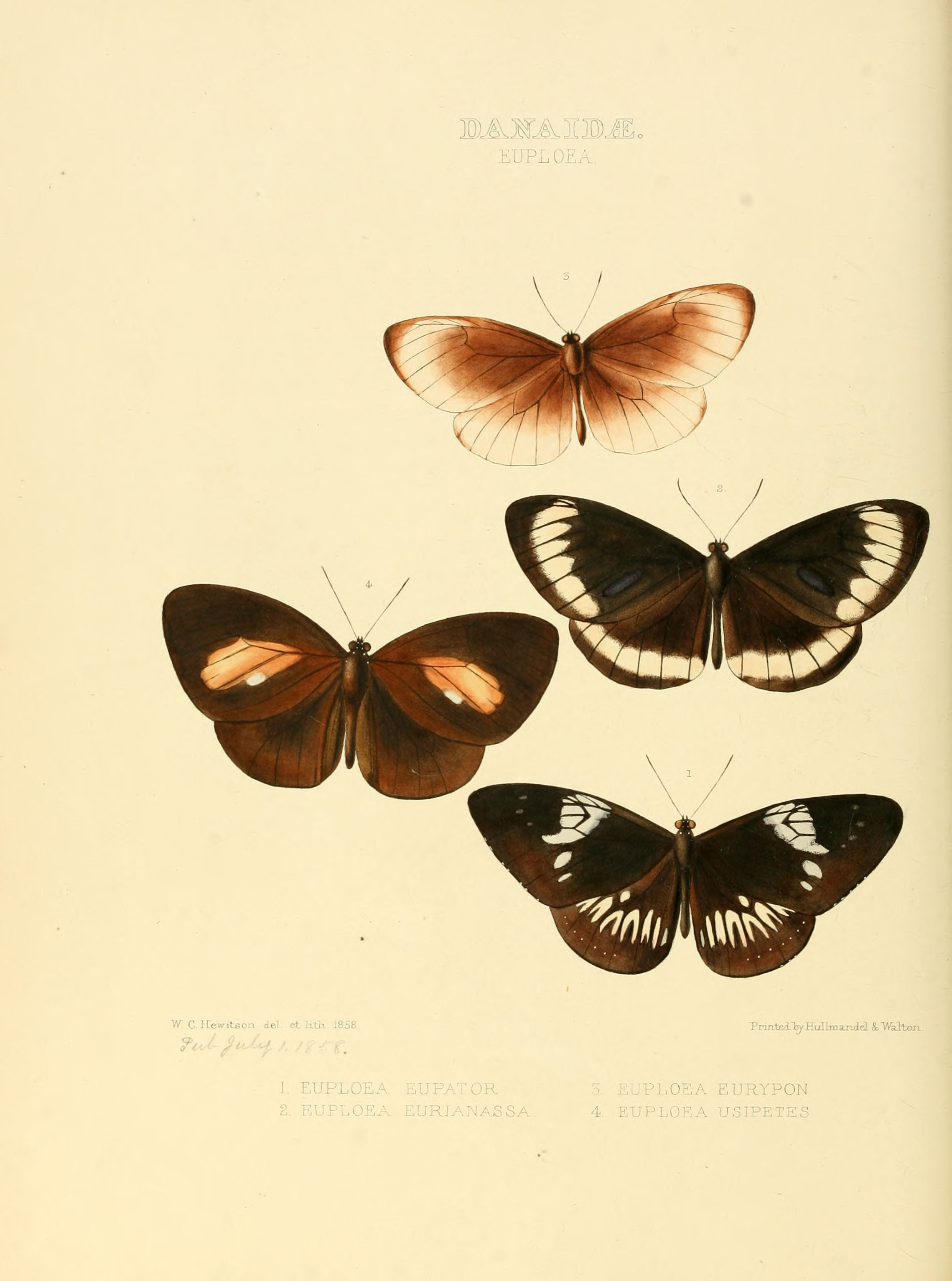
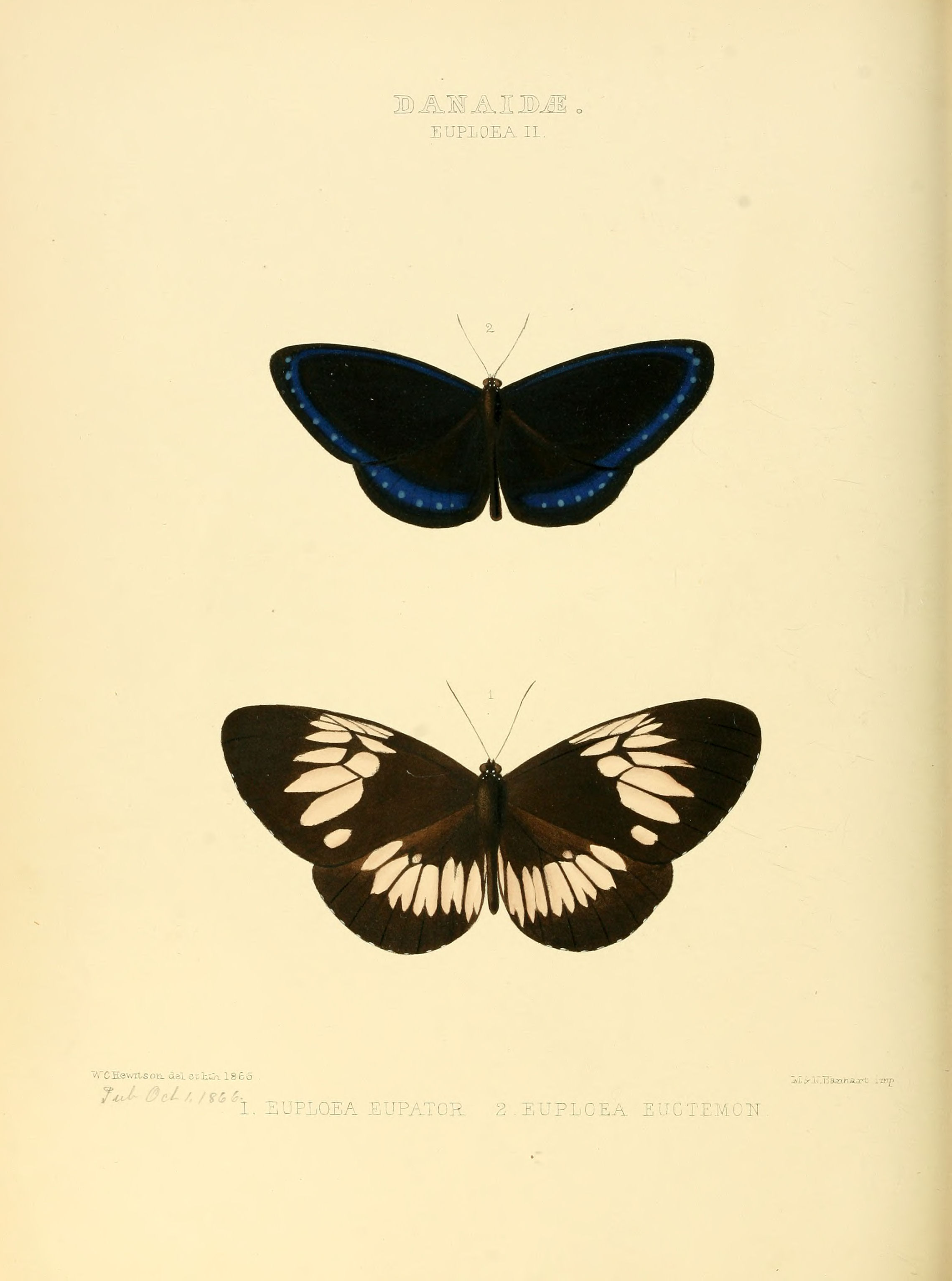